# Arrondissement Angers
Arrondissement Angers je francouzský arrondissement ležící v departementu Maine-et-Loire v regionu Pays de la Loire. Člení se dále na 17 kantonů a 112 obcí.

## Kantony
- Angers-Centre
- Angers-Est
- Angers-Nord
- Angers-Nord-Est
- Angers-Nord-Ouest
- Angers-Ouest
- Angers-Sud
- Angers-Trélazé
- Beaufort-en-Vallée
- Chalonnes-sur-Loire
- Durtal
- Le Louroux-Béconnais
- Les Ponts-de-Cé
- Saint-Georges-sur-Loire
- Seiches-sur-le-Loir
- Thouarcé
- Tiercé